# Houleye Ba
Houyele Ba (sinh ngày 17 tháng 7 năm 1992) là một vận động viên chạy cự ly trung bình ở Mauritanie. Cô đã tham dự Thế vận hội Mùa hè 2016 trong cuộc đua 800 mét nữ; thời gian 2: 43,52 của cô ấy trong thời gian nóng bỏng không đủ điều kiện cho cô ấy vào bán kết.